# Dmitri Mikhailovitch Golitzin
Dmitri Mikhailovitch Golitzin (1665-1737) (russo: Дмитрий Михайлович Голицын) foi um nobre russo. Membro de uma das casas da nobreza mais importantes no período da Rússia Imperial, os Golitzin. Ele foi um dos apoiadores do processo que sagrou Ana imperadora da Rússia, no período que foi de 1730 a 1740, logo após a morte de Pedro II. Foi também um dos membros da nobreza que lutaram pela criação de uma monarquia constitucional na Rússia, tendo apoiado deste modo a assinatura de diversos papéis que limitavam os poderes dos Czares russos.